# راندال أوتو
جونيور راندال أوتو زوي (بالفرنسية: Randal Oto’o)‏ (مواليد 23 مايو 1994) هو لاعب كرة قدم غابوني يلعب حاليًا لصالح نادي سبورتينج براغا ب.

## روابط خارجية
- راندال أوتو على موقع قاعدة بيانات كرة القدم.إي يو (الإنجليزية)
- راندال أوتو على موقع ناشيونال فوتبول تيمز (الإنجليزية)
- راندال أوتو على موقع Soccerway.com (الإنجليزية)
- راندال أوتو على موقع AS.com (الإسبانية)